# Moins d'un quart de seconde pour vivre
Moins d'un quart de seconde pour vivre est une bande dessinée de Jean-Christophe Menu (dessin) et Lewis Trondheim (scénario) publiée pour la première fois en 1990 aux éditions L'Association, dans la collection Éperluette. Elle a fait l'objet d'une réédition en 1996. Il s'agit d'un one shot. Cet ouvrage est qualifié d'OuBaPien par anticipation, car créé à partir d'une contrainte artistique volontaire, mais réalisé avant que soit fondé et formalisé ce comité.

## Contrainte OuBaPienne
La contrainte artistique ici employée est l'itération iconique :
Jean-Christophe Menu a d'abord dessiné quatre cases sans texte que Lewis Trondheim a assemblées pour créer une vingtaine de strips de quatre cases, employant parfois dans un strip une seule des quatre vignettes (quatre fois). Trondheim a aussi ajouté du texte.
Voyant que le procédé pouvait donner de bons résultats, mais que le nombre de combinaisons possibles était trop faible, Menu a dessiné quatre cases supplémentaires, qui ont permis à Trondheim de créer cent strips.
Ces cent strips constituent donc cet album. Ils peuvent être lus indépendamment les uns des autres mais la répétition des cases donne une forte cohérence au tout qui finit par former une histoire suivie.
Les huit cases représentent : 
- un homme assis sur un rocher
- un homme face à un crapaud
- un homme assis par terre, sous un croissant de lune
- une cabane au bord de l'eau

Puis :
- un homme faisant face à un rocher
- une cabane au bord d'une falaise, au pied de la falaise, un homme a les pieds dans l'eau
- un crapaud sur un nénuphar
- quelqu'un dont on ne voit que les jambes, le tronc étant enseveli sous terre, le tout sous un croissant de lune

## Synopsis
L'homme est à la recherche de la vérité. Il croit trouver un dieu en la personne du crapaud.
Le rocher a peur de mourir en s'usant.
Dans la cabane, un homme est persuadé que l'univers se résume à l'intérieur de sa cabane.